# Skydance Animation Madrid
«Skydance Animation Madrid» (ранее известная как «Ilion Animation Studios») — испанская анимационная студия, основанная в 2002 году. Штаб-квартира находится в Лас-Росас-де-Мадрид.
Студия была основана учредителями испанской студии «Pyro Studios» — студии по разработке компьютерных игр.

## История
Студия была создана братьями Хавьер Перес Долсет и Игнасио Перес Дольсет. Они основали компанию в 2002 году, чтобы создавать анимационные фильмы. Ранее студия базировалась в столице Испании — Мадриде, но потом переехала в Лас-Росас-де-Мадрид.
Первым мультфильмом Ilion стал Планета 51. Он был выпущен в 2009 году. Чтобы создать этот полнометражный анимационный фильм, в его разработке участвовало более 350 человек. Над созданием мультфильма работали специалисты из более чем 20 стран.

## Работы студии
| # | Название                                 | Дата выхода                          | Бюджет           | Сборы                       | RT   | MC |
| - | ---------------------------------------- | ------------------------------------ | ---------------- | --------------------------- | ---- | -- |
| 1 | Планета 51                               | 20 ноября 2009                       | $ 70 миллионов   | $ 105.6 миллионов           | 21 % | 39 |
| 2 | Мортадело и Филимон против Джимми Торчка | 28 ноября 2014                       | $ 12.5 миллионов | $ 5.5 миллионов (в Испании) | 60 % |    |
| 3 | Волшебный парк Джун                      | 13 марта 2019 21 марта 2019 (Россия) | $ 100 миллионов  | $ 119 миллионов             | 34 % | 45 |
| 4 | Удача                                    | 5 августа 2022 года.                 |                  |                             |      |    |

### Предстоящие релизы
| # | Название | Дата выхода | Пр.   |
| - | -------- | ----------- | ----- |
| 5 | Раскол   | TBA         | [ 5 ] |